# Expédition 55 (ISS)
Insigne de la mission
Équipage de l'expédition 55
Chronologie
Expédition 54 Expédition 56
L'expédition 55 est le 55e roulement de l'équipage permanent de la Station spatiale internationale. Il a débuté en février 2018 et s'est conclu en juin 2018, sous le commandement du cosmonaute Anton Shkaplerov.

## Équipage
| Rôle               | Première partie (février à mars 2018)      | Seconde Partie (mars à juin 2018)          |
| ------------------ | ------------------------------------------ | ------------------------------------------ |
| Commandant         | Anton Shkaplerov, Roscosmos 3e vol spatial | Anton Shkaplerov, Roscosmos 3e vol spatial |
| Ingénieur de vol 1 | Scott D. Tingle, NASA 1re vol spatial      | Scott D. Tingle, NASA 1re vol spatial      |
| Ingénieur de vol 2 | Norishige Kanai JAXA 1re vol spatial       | Norishige Kanai JAXA 1re vol spatial       |
| Ingénieur de vol 3 |                                            | Andrew Feustel, NASA 3e vol spatial        |
| Ingénieur de vol 4 |                                            | Oleg Artemyev, Roscosmos 2e vol spatial    |
| Ingénieur de vol 5 |                                            | Richard R. Arnold, NASA 2e vol spatial     |

## Galerie

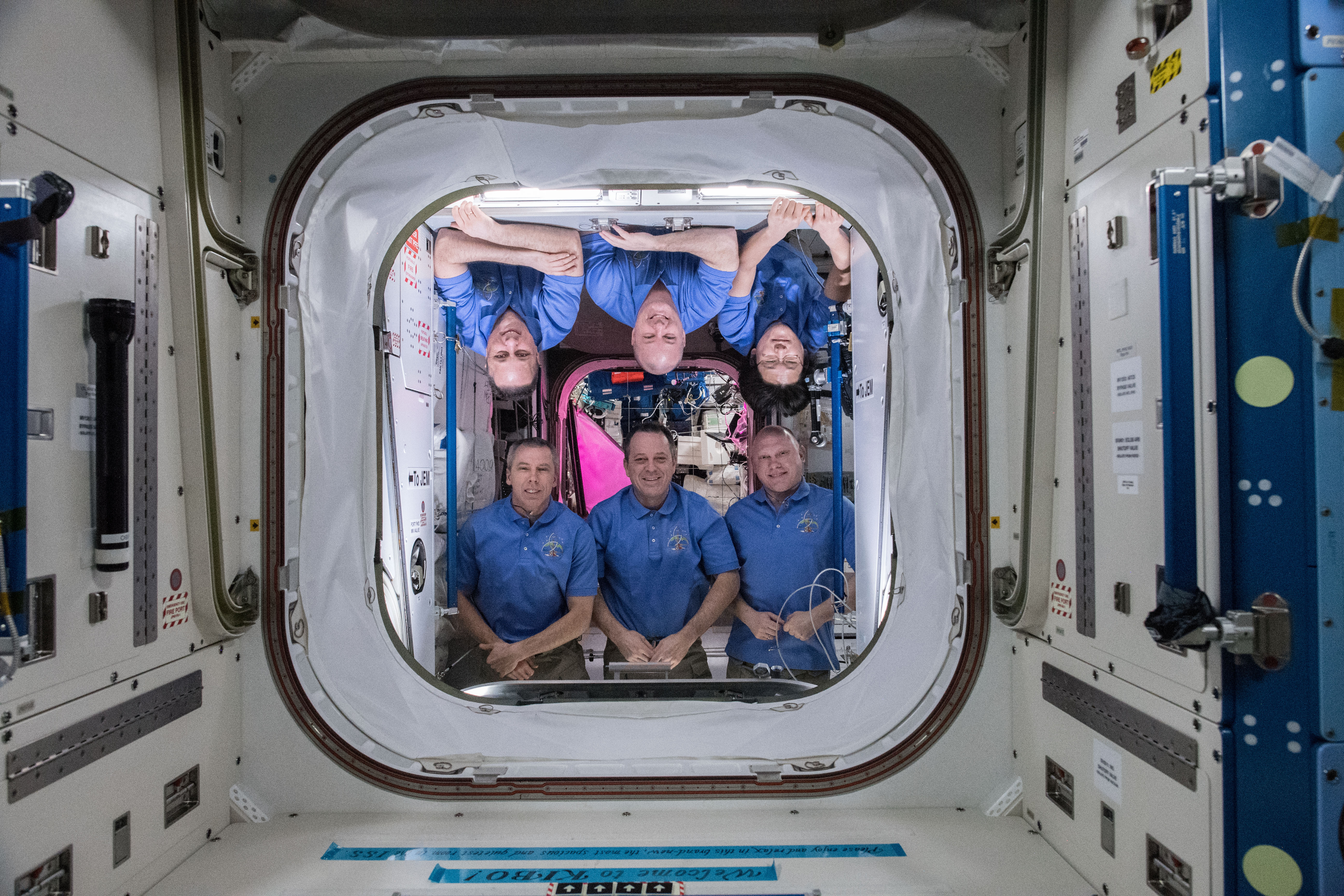
Portrait de l'équipage depuis le laboratoire Kibo
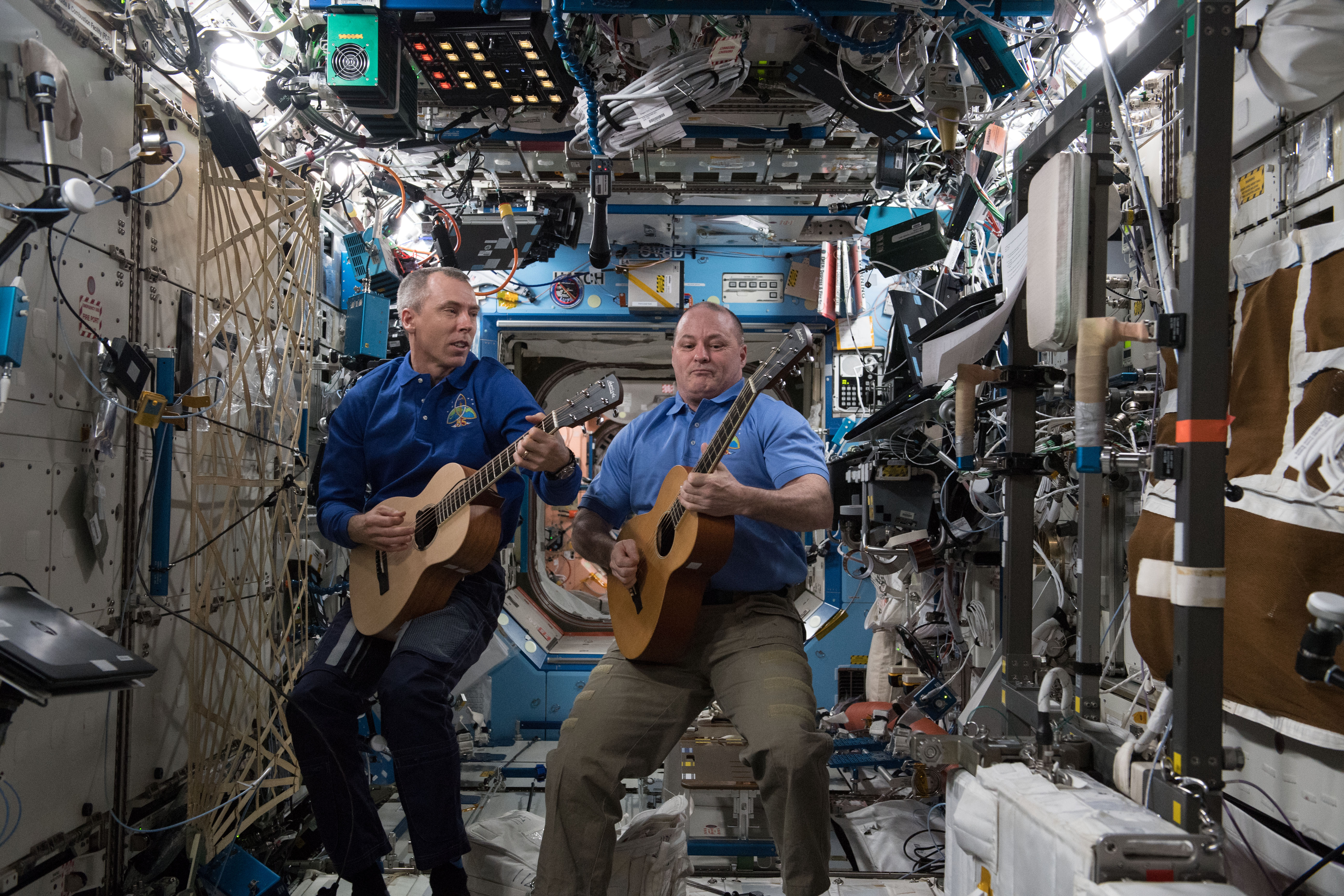
Feustel et Tingle, jouant de la guitare dans le laboratoire Destiny
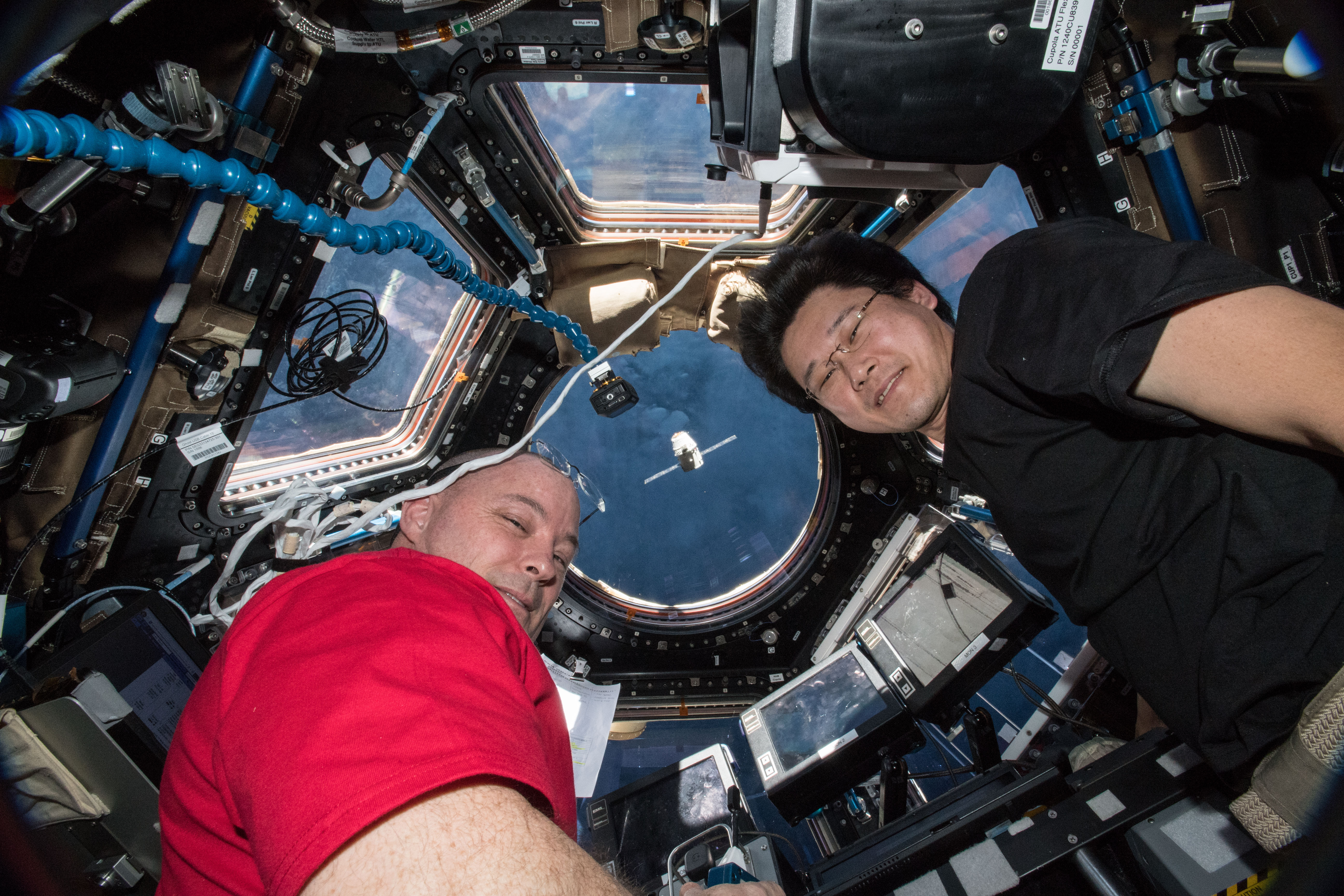
Tingle et Norishige surpervisent l'arrivée du Dragon CRS-14
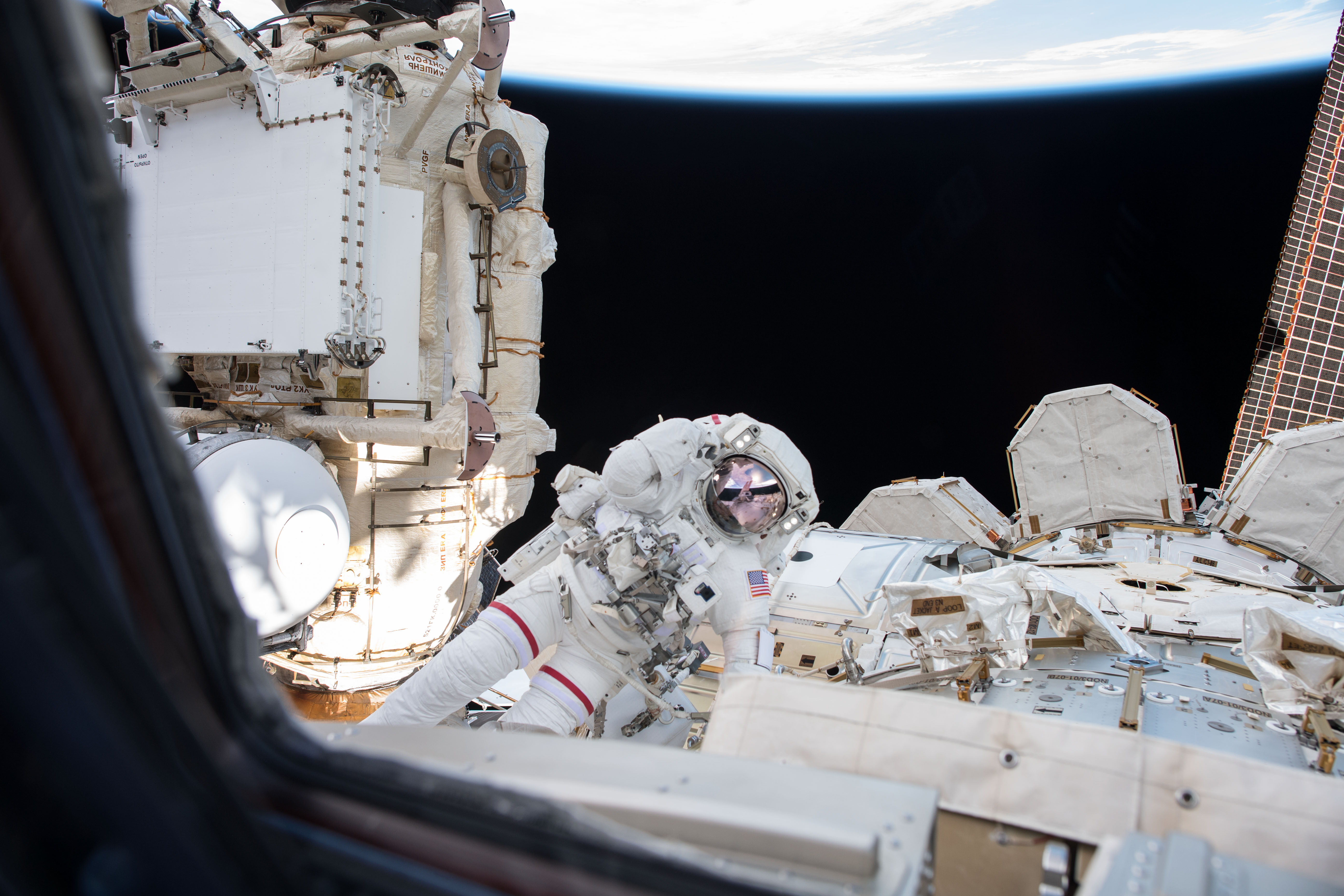
Drew Feustel pendant sa sortie extra-véhiculaire
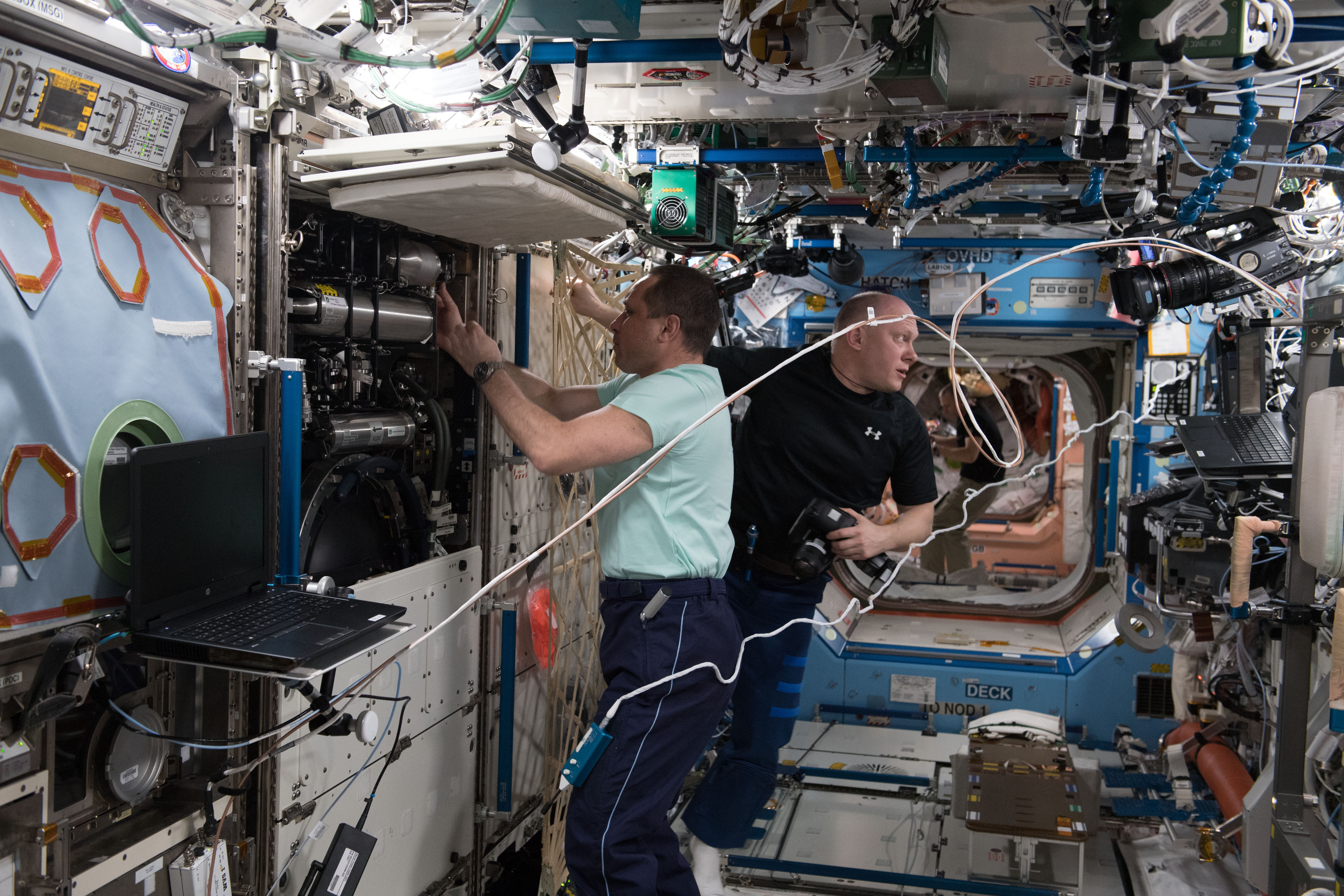
Shkaplerov et Artemyev dans le laboratoire Destiny
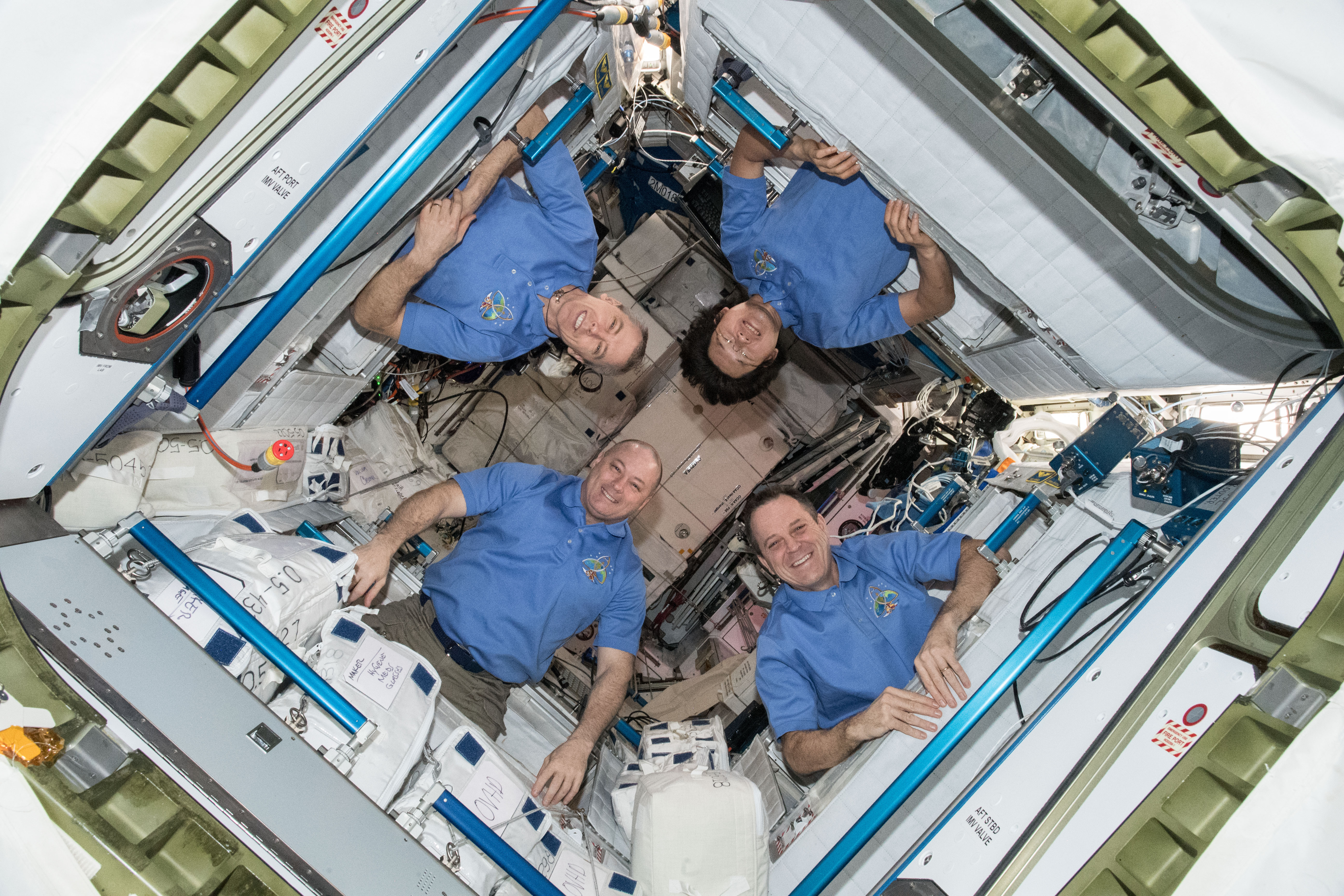
Les astronautes dans leurs compartiments de repos